# Eugène Decisy
Eugène Decisy (Metz, 5 febbraio 1866 – Orly-sur-Morin, 3 luglio 1936) è stato un pittore e incisore francese.

## Biografia
Eugène Decisy nacque a Metz, nel dipartimento della Mosella, figlio di Jean-Louis Decisy e di Marie-Elia Aubertin. Terminati i primi studi si trasferì a Parigi
per seguire la carriera di pittore e incisore.
Fu allievo di Émile Boilvin, William Bouguereau e Tony Robert-Fleury all'Académie Julian. Appartenne alla "Société des artistes français" e espose al Salon del 1886.
Nel 1894 sposò Joséphine Alexina Thonus con la quale ebbe una figlia: Élisa Élisabeth, nata ne 1894.
Nel 1898, fu eletto membro della "Société nationale des beaux-arts" e, nel 1910, venne nominato Cavaliere della Légion d'honneur.
Incisore d'interpretazione, illustrò opere classiche della letteratura francese. Assai note le sue tavole per il romanzo "Madame Bovary" di Gustave Flaubert, tratte da disegni e pastelli di Charles Léandre.
Decisy si spense a Orly-sur-Morin nel 1936, a 70 anni.

## Galleria d'immagini
Illustrazioni del romanzo "Madame Bovary", 1931. Acqueforti a colori da opere di Charles Léandre.

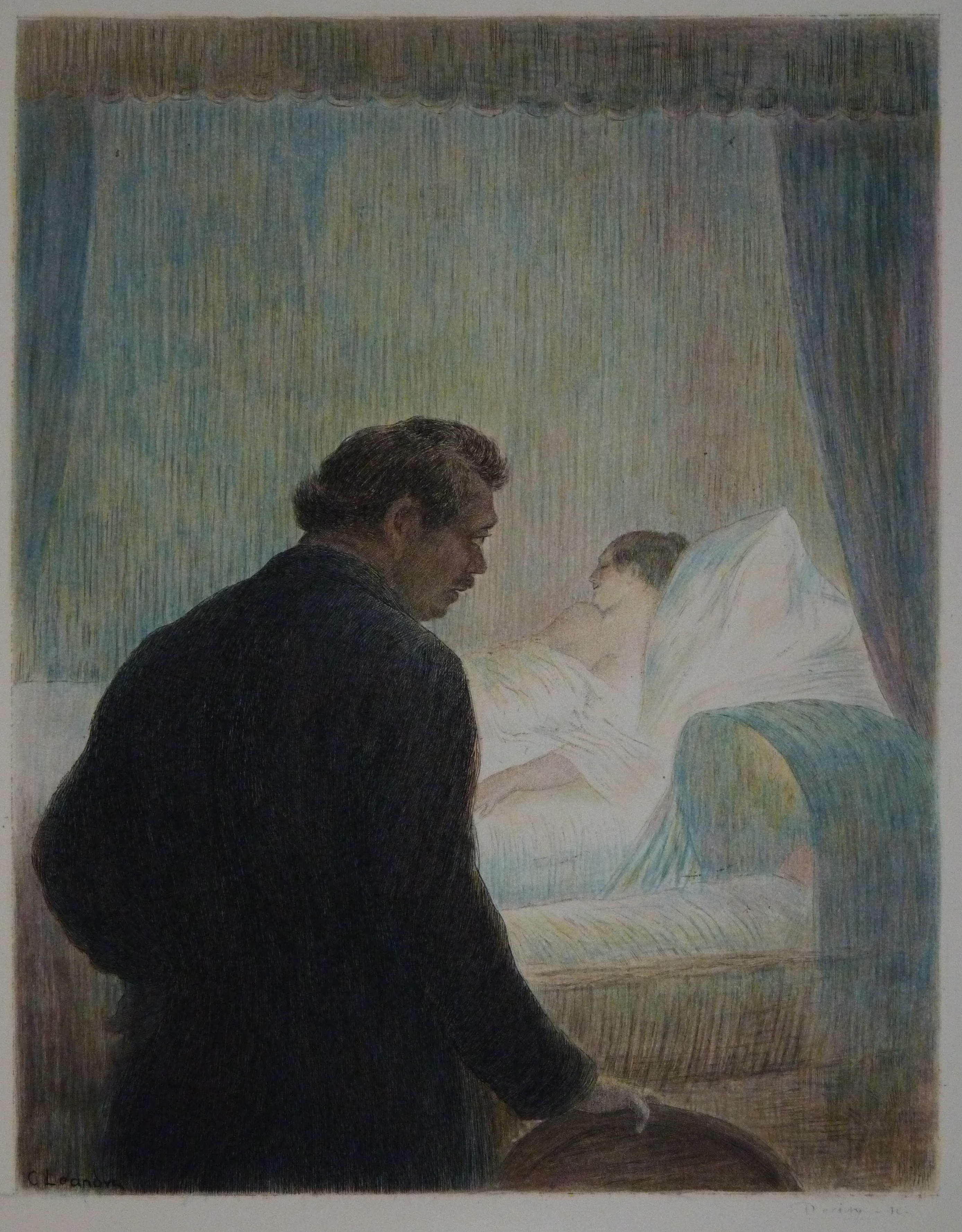
Bovary osserva sua figlia dormire
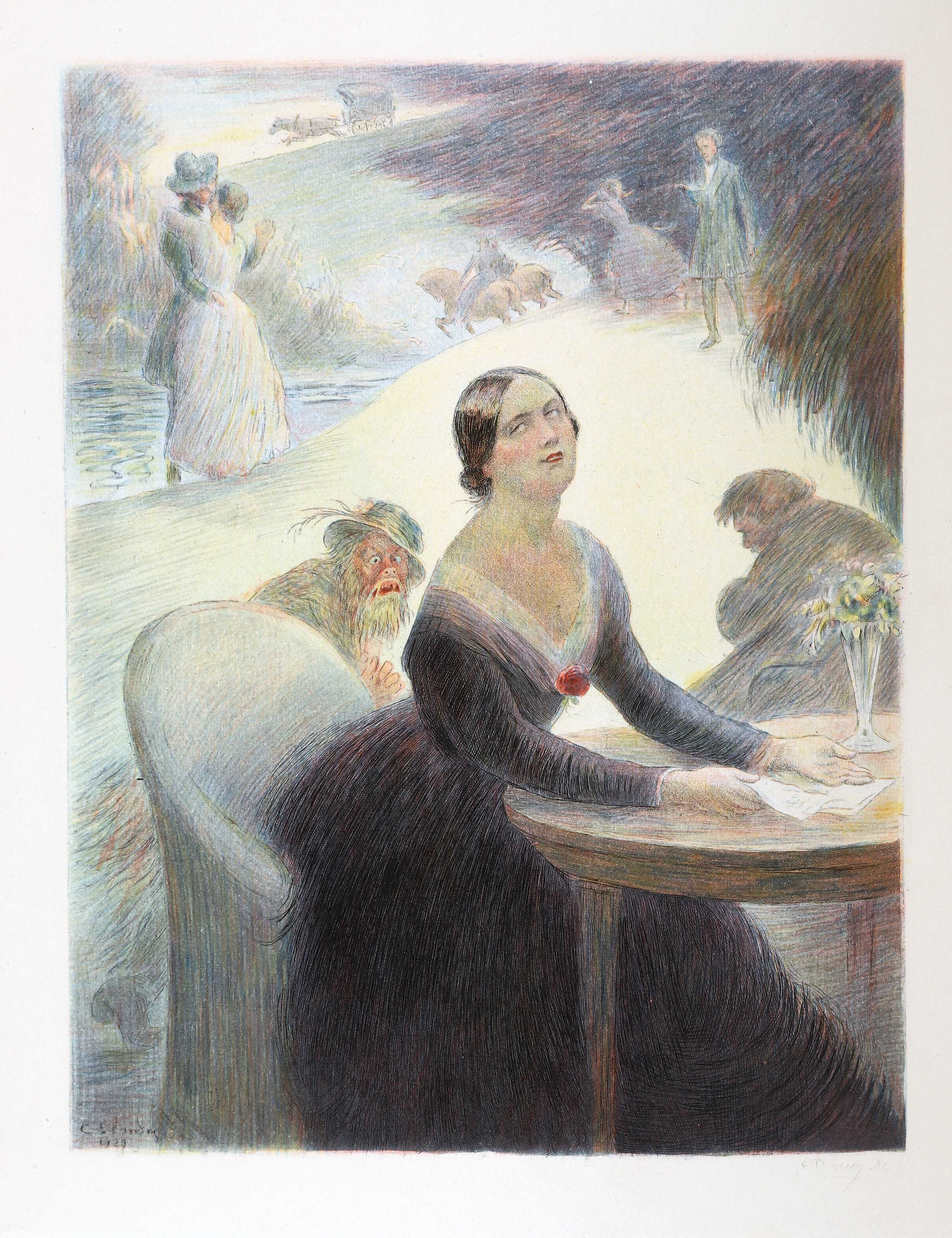
Madame Bovary
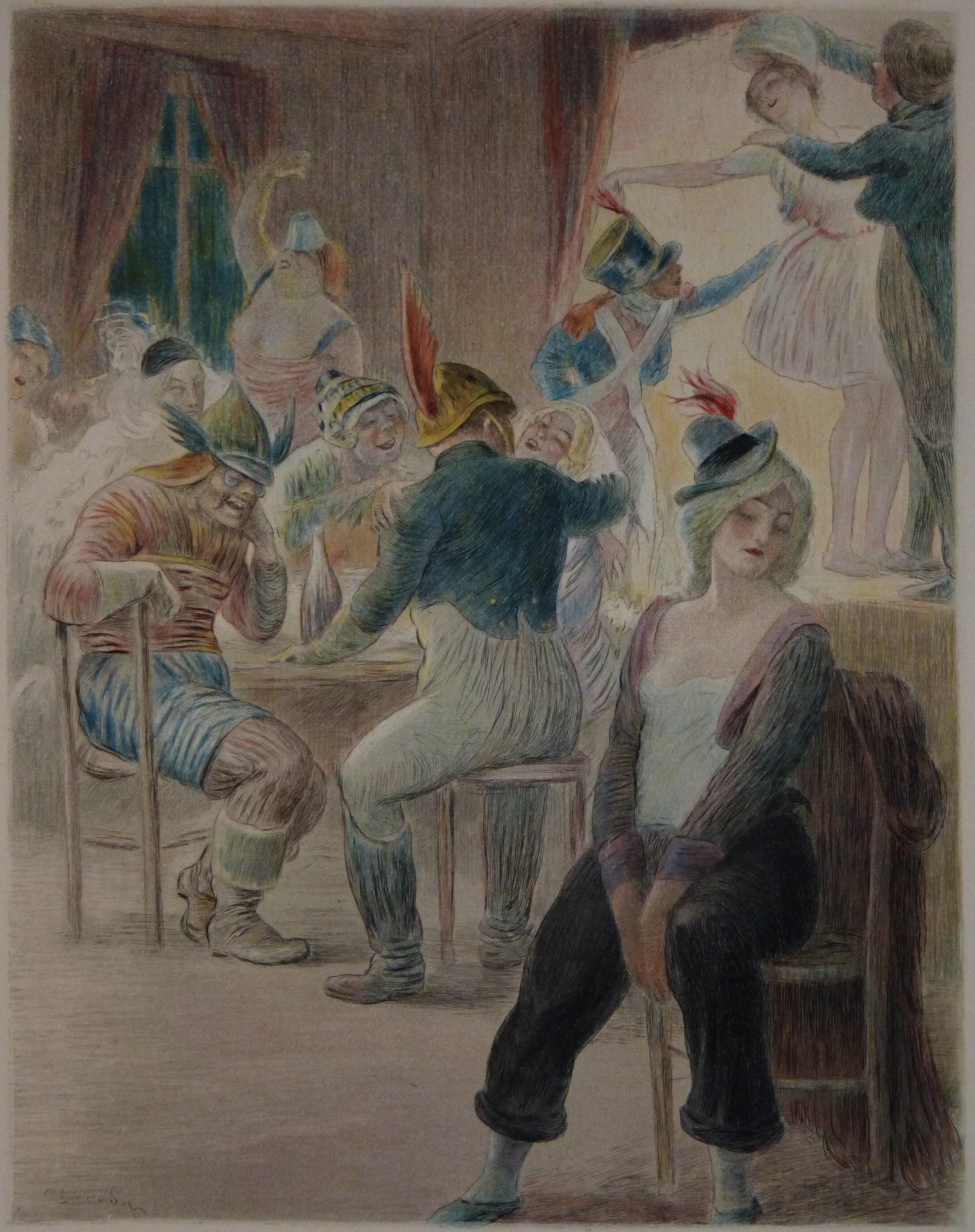
Emma al ballo mascherato
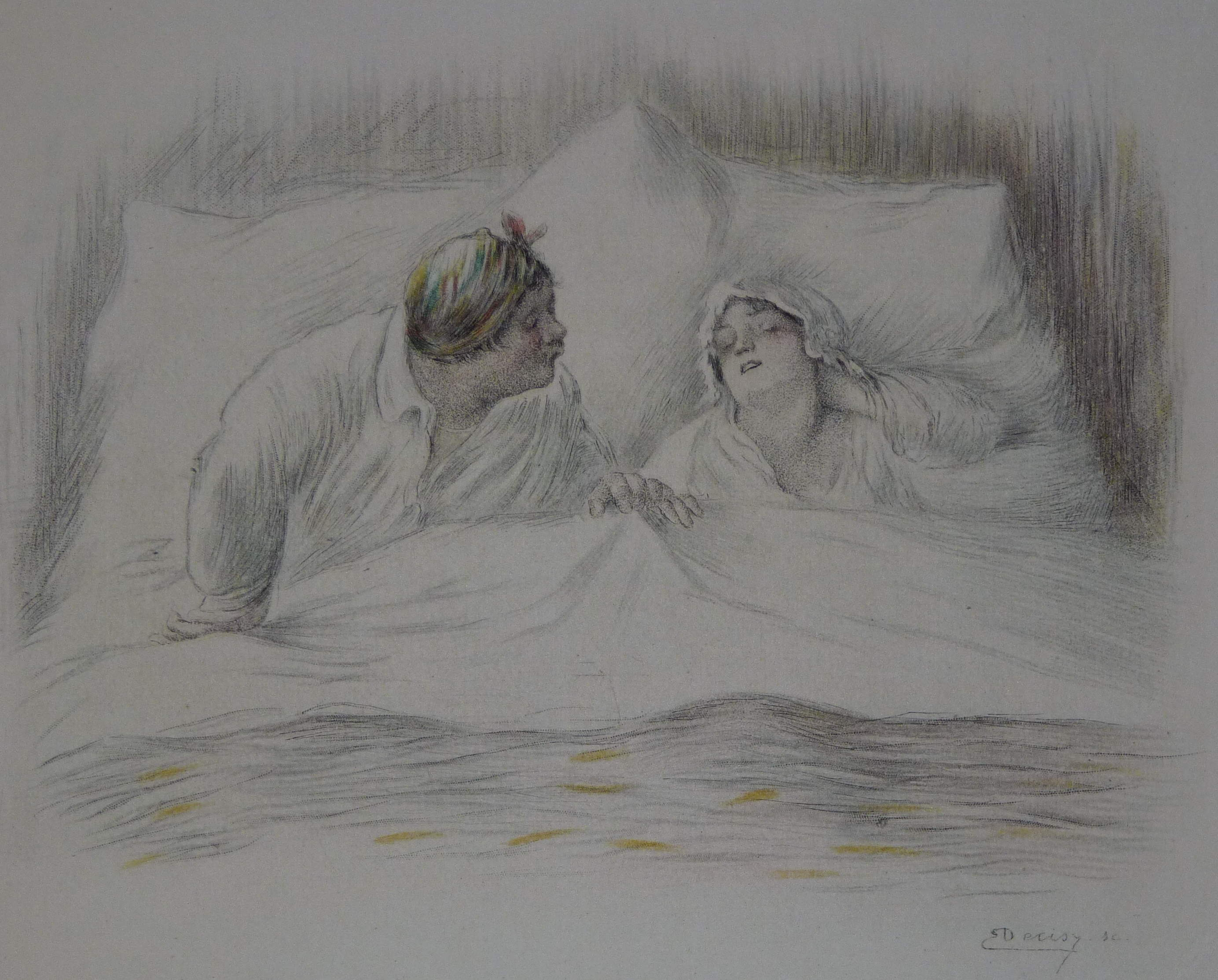
Bovary e sua moglie
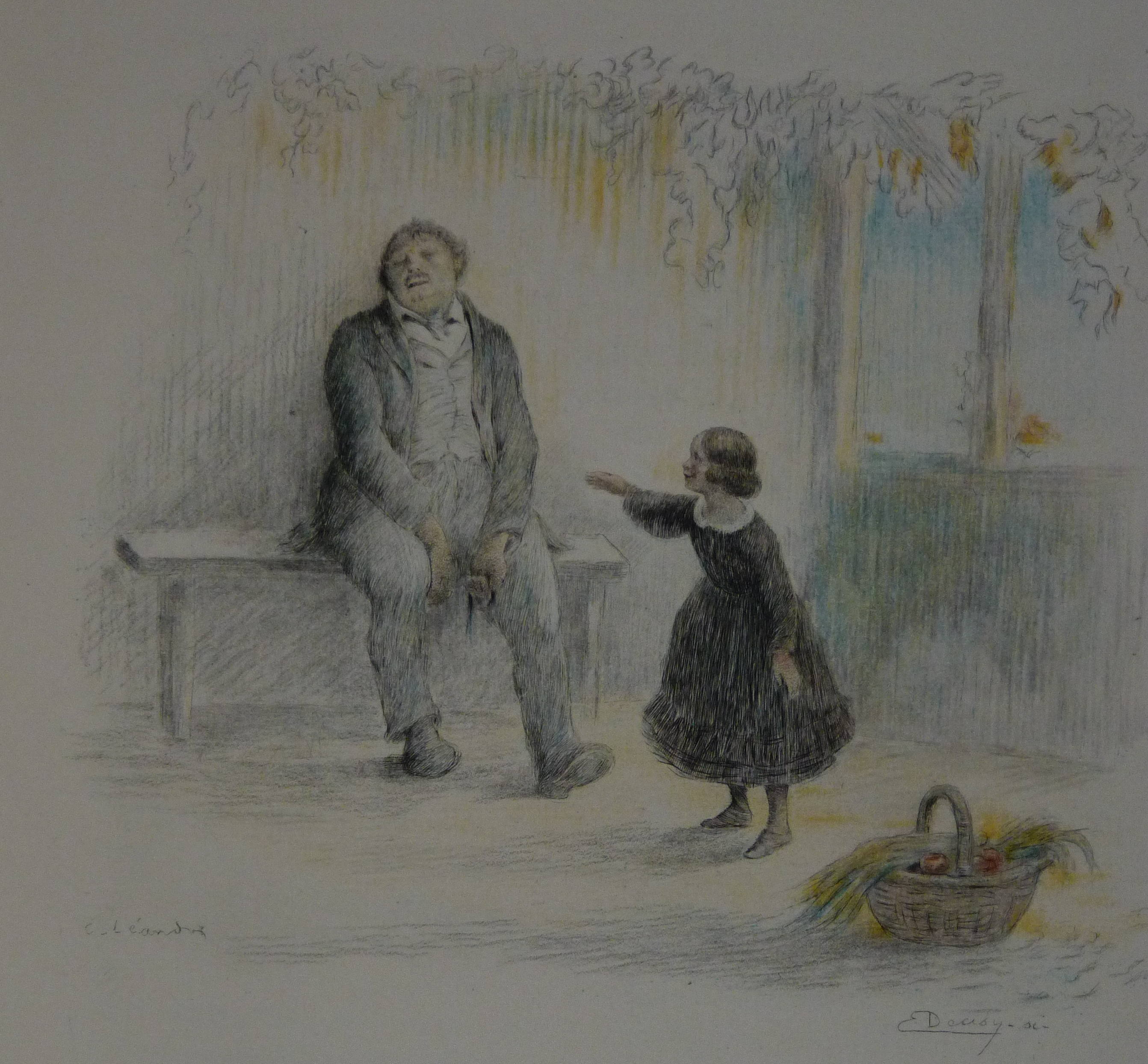
Morte di Bovary